# Rajd Dolnośląski 1965
9. Rajd Dolnośląski – 9. edycja Rajdu Dolnośląskiego. Był to rajd samochodowy rozgrywany od 21 do 23 maja 1965 roku. Była to druga runda Rajdowych Samochodowych Mistrzostw Polski w roku 1965. Został rozegrany na nawierzchni asfaltowej. Zwycięzcą rajdu został Adam Wędrychowski.

## Wyniki końcowe rajdu[1][2]
| Miejsce | Kierowca          | Pilot                   | Samochód          | Czas  | Strata | Grupa Klasa |
| ------- | ----------------- | ----------------------- | ----------------- | ----- | ------ | ----------- |
| 1       | Adam Wędrychowski | Czesław Wodnicki        | Steyr Puch 650 TR | 9:56  | -      | 1           |
| 2       | Stanisław Dalka   | Krzysztof Woyciechowski | Renault 8 Major   | 10:03 | +6     | 4           |
| 3       | Henryk Ruciński   | Zbigniew Łagutko        | Volvo 121         | 10:19 | +22    | 5           |
|         | Jan Wojczaczek    | W. Grocholski           | Wartburg 1000     |       |        | 5           |
|         | Ksawery Frank     | Janusz Kiljańczyk       | Austin Cooper S   |       |        | 4           |
| 10      | Zenon Leszczuk    | Jan Soczek              | Škoda Octavia     |       |        | 4           |